# Katarzyna Cieślak
Katarzyna Cieślak (ur. 14 lutego 1956 w Gdańsku, zm. 8 września 1997 w Poczdamie-Mittelmark) – historyk sztuki zajmująca się historią sztuki i kultury Pomorza, Warmii i Mazur.

## Życiorys
Studia z dziedziny historii sztuki ukończyła w roku 1979 na Uniwersytecie Warszawskim pod kierunkiem prof. Mariusza Karpowicza. Po ukończeniu studiów była zatrudniona w pracowni Instytutu Sztuki Polskiej Akademii Nauk w Gdańsku, a po rozwiązaniu pracowni w Zakładzie Dziejów Nowożytnych Instytutu Historii PAN im. Tadeusza Manteuffla w Warszawie.
W roku 1988 uzyskała doktorat w dziedzinie historii sztuki. Zajmowała się głównie badaniami nad kulturą Gdańska, opublikowała wiele prac naukowych w językach polskim i niemieckim. Podczas pobytu w Niemczech zginęła w wypadku samochodowym w wieku 41 lat.
W roku 2002 została utworzona Fundacja im. dr Katarzyny Cieślak, wspomagająca i promująca młodych badaczy (do 40. roku życia) z zakresu historii sztuki i kultury Pomorza, Warmii i Mazur.

## Nagrody
- Laureatka Nagrody Miasta Gdańska w Dziedzinie Kultury (za 1990)[1].

## Publikacje
- Malarz gdański Bartłomiej Milwitz, „Gdańskie Studia Muzealne”, 3, 1981, s. 157-174.
- Luterańskie epitafia obrazowe w kościołach Gdańska (1556-1680), „Biuletyn Historii Sztuki” 1983, 3/4, s. 293-310.
- Vom Bildepitaph zum bürgerlichen Ruhmesdenkmal in Danzig, „Zeitschrift für Ostforschung” 34,1985, 2, s.161-175.
- Pierwowzory graficzne epitafiów obrazowych w Gdańsku a problemy ich ikonografii. „Biuletyn Historii Sztuki” 1988, 3, s. 201-224.
- Epitaphien in Danzig (15. bis 20. Jahrhundert,). Probleme ihrer Ikonographie und Funktion, „Nord-Ost Archiv”. Zeitschrift für Kulturgeschichte und Landeskunde, 22, 1989, 97, s. 257-266.
- Wittenberga czy Genewa? Sztuka jako argument w sporach gdańskich luteran z kalwinami na przełomie XVI I XVII wieku, [w:] Sztuka miast i mieszczaństwa XV-XVIII wieku w Europie Środkowowschodniej, red. J. Harasimowicz, Warszawa 1990, s. 283-301.
- Wyznania w dawnym Gdańsku, „Tytuł”. Pismo literacko-artystyczne, 1991, 1, s. 125-131.
- Kościół – cmentarzem. Sztuka nagrobna w Gdańsku (XV-XVIII w.). „Długie trwanie” epitafium, Gdańsk 1992, s. 185.
- Epitafia obrazowe w Gdańsku (XV-XVII w.), Wrocław - Warszawa - Kraków 1993, s. 95.
- Unbekannte Emblembücher in der Herzog August Bibliothek in Wolfenbüttel, „Wolfenbütteler BarockNachrichten”, 20, 1993, 2, s. 90-94.
- Milwitz Bartłomiej, [w:] Słownik Artystów Polskich i Obcych w Polsce działających, t. 5, Warszawa 1993, s. 570-571.
- Die Kanzel in der Johanniskirche in Danzig (um 1616) – ihre Ikonographie und ihre Beziehungen zum religiösen Leben der Stadt, [w:] Geschichte des protestantischen Kirchenbaues. Festschrift für Peter Poscharsky zum 60. Geburtstag, hg. v. K. Raschzok, R. Serries, Erlangen 1994, s. 243-250.
- Ambona z kościoła św. Jana w Gdańsku. Przyczynek do twórczości Izaaka van den Blocka, „Acta Universitatis Nicolai Copernici. Zabytkoznawstwo i Konserwatorstwo”, 25, 1994, s. 35-58.
- Emblematic Programmes in Seventeenth-Century Gdańsk Churches in the Light of Contemporary Protestantism: an Essay and Documentation, „Emblematica”. An Interdisciplinary Journal for Emblem Studies, 9, 1995, 1, s.21-44.
- Kaplica grobowa rodu Uphagenów w kościele św. św. Piotra i Pawła w Gdańsku, [w:] Dom Uphagena. Materiały, Gdańsk 1996, s. 49-52.
- Sztuka reformacji 1557-1793, [w:] Aurea Porta Rzeczypospolitej. Sztuka Gdańska od połowy XV do końca XVII [sic!, powinno być XVIII] wieku, Eseje, red. T. Grzybkowska, Gdańsk, 1997, s. 60-79.
- Warsztat Antona Möllera, Sąd Ostateczny, (hasło katalogowe), [w:] Aurea Porta Rzeczypospolitej. Sztuka Gdańska od połowy XV do końca XVIII wieku. Katalog, red. T. Grzybkowska, Gdańsk 1997, s. 115.
- Tod und Gedenken. Danziger Epitaphien vom 15. bis zum 20. Jahrhundert. (Einzelschriften der Historischen Kommission für ost- und west-preussische Landesforschung, hg. v. U. Arnold, l4), Lüneburg 1998, s. 128.
- Gregorius Frisch: Der Sankt Marien Pfarrkirchen in Dantzig inwendige Abriss, wyd. K. Cieślak, (Bibliotheca Historica Gedanensis, 1), Gdańsk 1999, s. 261.
- Embleme in Johann Arndts „Paradiesgärtlein”, „Pietismus und Neuzeit”. Ein Jahrbuch zur Geschichte des neueren Protestantismus, 25, 1999, s. 11-30.
- Między Rzymem, Wittenbergą a Genewą. Sztuka Gdańska jako miasta podzielonego wyznaniowo, Wrocław 2000, s. 488.